# ᴿ
Cette page contient des caractères spéciaux ou non latins. S’ils s’affichent mal (▯, ?, etc.), consultez la page d’aide Unicode.
ᴿ, appelée r majuscule en exposant, r majuscule supérieur ou lettre modificative majuscule r, est un symbole phonétique utilisé dans l’alphabet phonétique ouralien tel qu’utilisé par Lagercrantz Il est formé de la lettre majuscule latine R ‹ R › mise en exposant.

## Utilisation
Dans l’alphabet phonétique ouralien utilisé par Eliel Lagercrantz (fi) dans Lappischer Wortschatz publié en 1939, ‹ ᴿ › représente la fin non voisée dans la séquence ‹ rᴿ ›; le r minuscule ‹ r › représentant une consonne voisée et la petite capitale ‹ ʀ › indiquant le dévoisement de celle-ci.

## Représentations informatiques
La lettre modificative majuscule r peut être représentée avec les caractères Unicode suivants (Extensions phonétiques) :
| formes       | représentations | chaînes de caractères | points de code | descriptions                    |
| ------------ | --------------- | --------------------- | -------------- | ------------------------------- |
| modificative | ᴿ               | ᴿ                     | U+1D3F         | lettre modificative majuscule r |